# Brioche

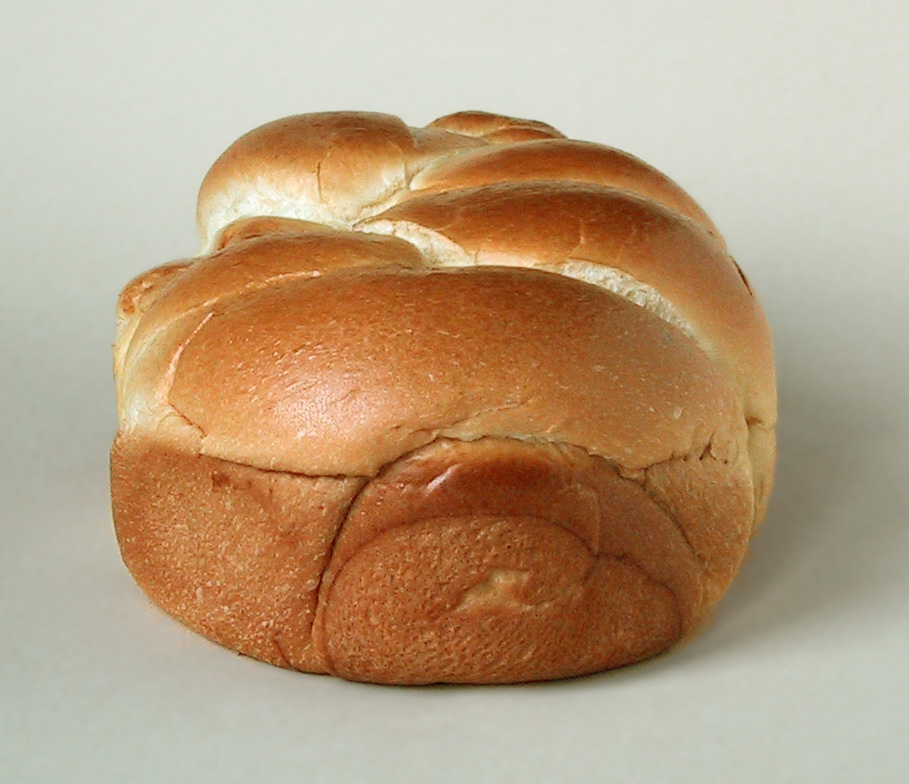
Chlebek brioche

Brioche, brioszka – francuskie lekko słodkie pieczywo drożdżowe, pieczone z ciasta bogatego w masło i jaja, o cienkiej jak papier złocistobrązowej skórce i miękkiej, delikatnej ośródce. Maślany brioche ma cechy charakterystyczne dla ciast. Istnieją liczne odmiany brioche ze względu na formę czy dodane składniki.
Brioche jest zaliczany do grupy francuskich wypieków śniadaniowych o nazwie viennoiserie, właśnie dlatego, że występuje w różnych postaciach: nie tylko bochenka, ale także bułeczek czy spodu do ciast. Jest podawany nie tylko na śniadanie, ale również w ciągu dnia do herbaty, kawy czy pitnej czekolady. Na tostach m.in. z chleba brioche serwuje się foie gras.
Współcześnie francuski brioche stanowi rodzaj standardu, do którego są porównywane różne rodzaje słodkiego pieczywa pochodzącego z innych kuchni narodowych. Brioche występuje też w wielu wersjach regionalnych. Francuzi częściej kupują gotowy brioche w sklepach, niż pieką go w domu, bo jego przygotowanie jest czasochłonne – wymaga podwójnego lub potrójnego wyrastania ciasta drożdżowego.

## Ciasto nabrioche
Podstawowymi składnikami ciasta są: mąka pszenna, drożdże, cukier, jaja, mleko i masło. Stosunek masła do mąki w chlebie brioche najczęściej wynosi 1:2, ale może wahać się od 1:4 aż do 9:10. Do ciasta na brioche przygotowanego z dużej ilości jaj i masła można dodawać rodzynki lub ser, zaś prostej wersji ciasta bez cukru można użyć do zawinięcia kiełbaski. Wypieki ze słodkiego brioche można napełnić bitą śmietaną, owocami lub budyniem.

## Postaci
Najbardziej znaną wersją brioche są bułeczki z charakterystycznym „czopem” na wierzchu, upieczone w falistych foremkach do ciasta, nazywane brioches à tête albo  brioches Parisiennes. Brioche może być też w formie warkocza (brioche tresse), podłużnych bułeczek (brioches allongées), cylindryczny (brioche Mousseline) czy złożony z pięciu lub więcej kul ciasta lekko ściśniętych ze sobą w prostokątnej foremce do pieczenia (brioche Nanterre, pochodzi z Nanterre).

## Historia

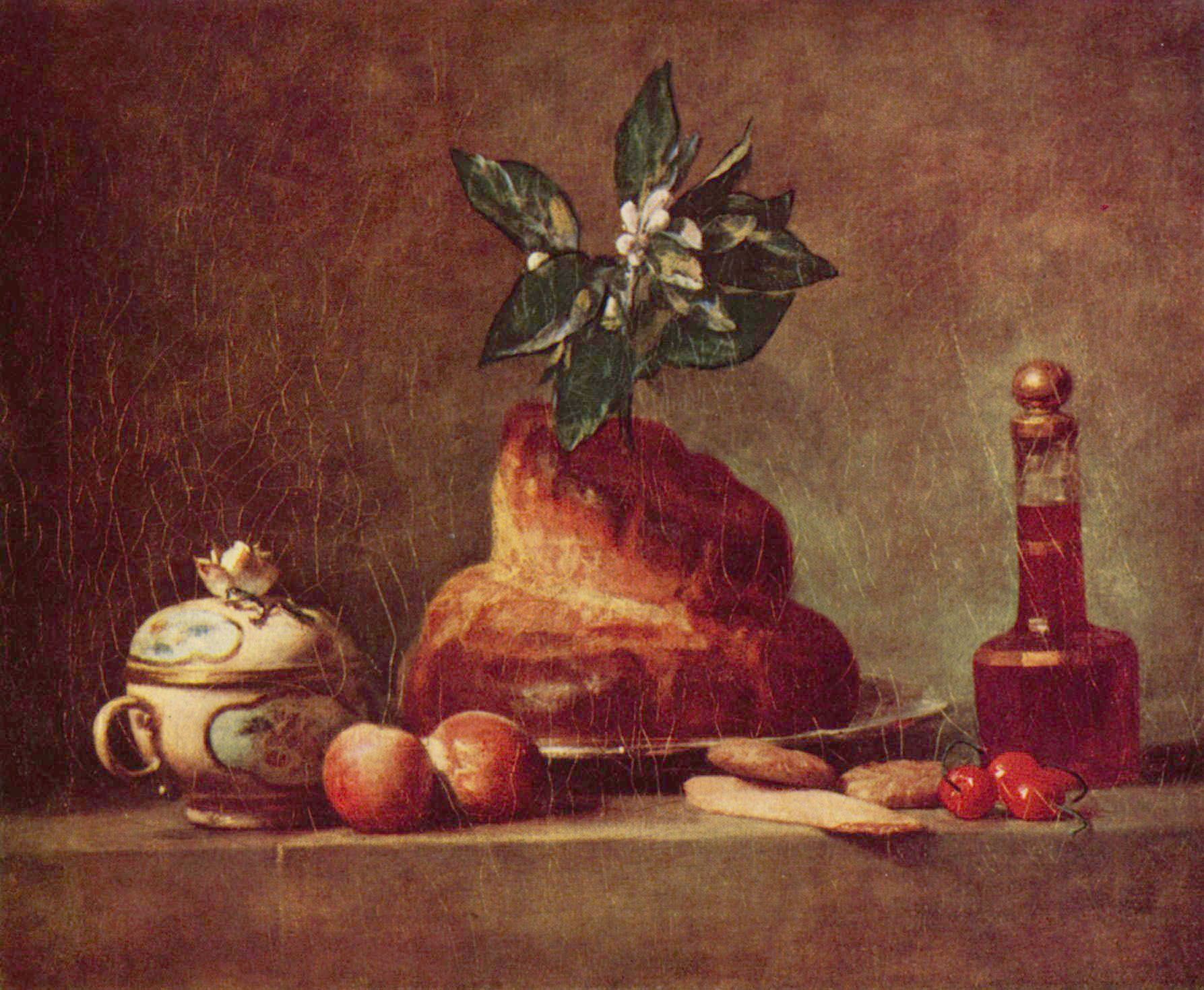
La Brioche, mal. Jean Chardin, 1763, Luwr

Słowo brioche jest używane od przynajmniej XV wieku i pochodzi od czasownika francuskiego broyer (pol. kruszyć, tłuc, rozcierać, rozdrabniać), nawiązując do długiego procesu zagniatania ciasta. Brioche może pochodzić z Normandii, która już od średniowiecza słynie z produkcji masła, którego jakość determinuje jakość tego pieczywa. W XVII wieku brioche dotarł do Paryża. Najstarszy zachowany do dzisiaj przepis pochodzi z książki kucharskiej François Marina Suite des dons de Comus, ou, L’art de la cuisine réduit en pratique z 1742 roku. W przepisie użyto drożdży piwnych (zamiast piekarniczych jak współcześnie) oraz relatywnie małej ilości masła.
Pomiędzy XV i XVIII wiekiem brioche powoli ewoluował z powszedniego pieczywa, zawierającego małą ilość jaj i masła, do chleba maślanego o dużej zawartości masła w cieście. Ten trend był szczególnie wyraźny za panowania Ludwika XIV i później, kiedy brioche uchodził zarówno za pieczywo, jak i za ciasto.
We Francji przed rewolucją wypiekano dwa rodzaje brioche: brioche dla ubogich o zawartości masła 20–25% i broche dla bogatych o zawartości masła 70% lub więcej.
Według niepotwierdzonej faktami legendy Maria Antonina – ostatnia królowa Francji – miała na myśli właśnie brioche, mówiąc o głodujących poddanych demonstrujących przed pałacem: „Nie mają chleba? To niech jedzą ciastka!” (fr. S’ils n’ont pas de pain, qu’ils mangent de la brioche!). W rzeczywistości fraza ta pochodzi z książki Jean-Jacques’a Rousseau pt. Wyznania, którą napisał w 1768 roku, na dwa lata przed przybyciem Marii Antoniny do Francji, więc ona nie mogła być ich autorką. Obraźliwy komentarz został świadomie wykorzystany jako narzędzie propagandowe podżegania do buntów przeciwko monarchii.

## Odmiany regionalne
Brioche jest szeroko rozpowszechniony w całej Francji i ma wiele odmian regionalnych:

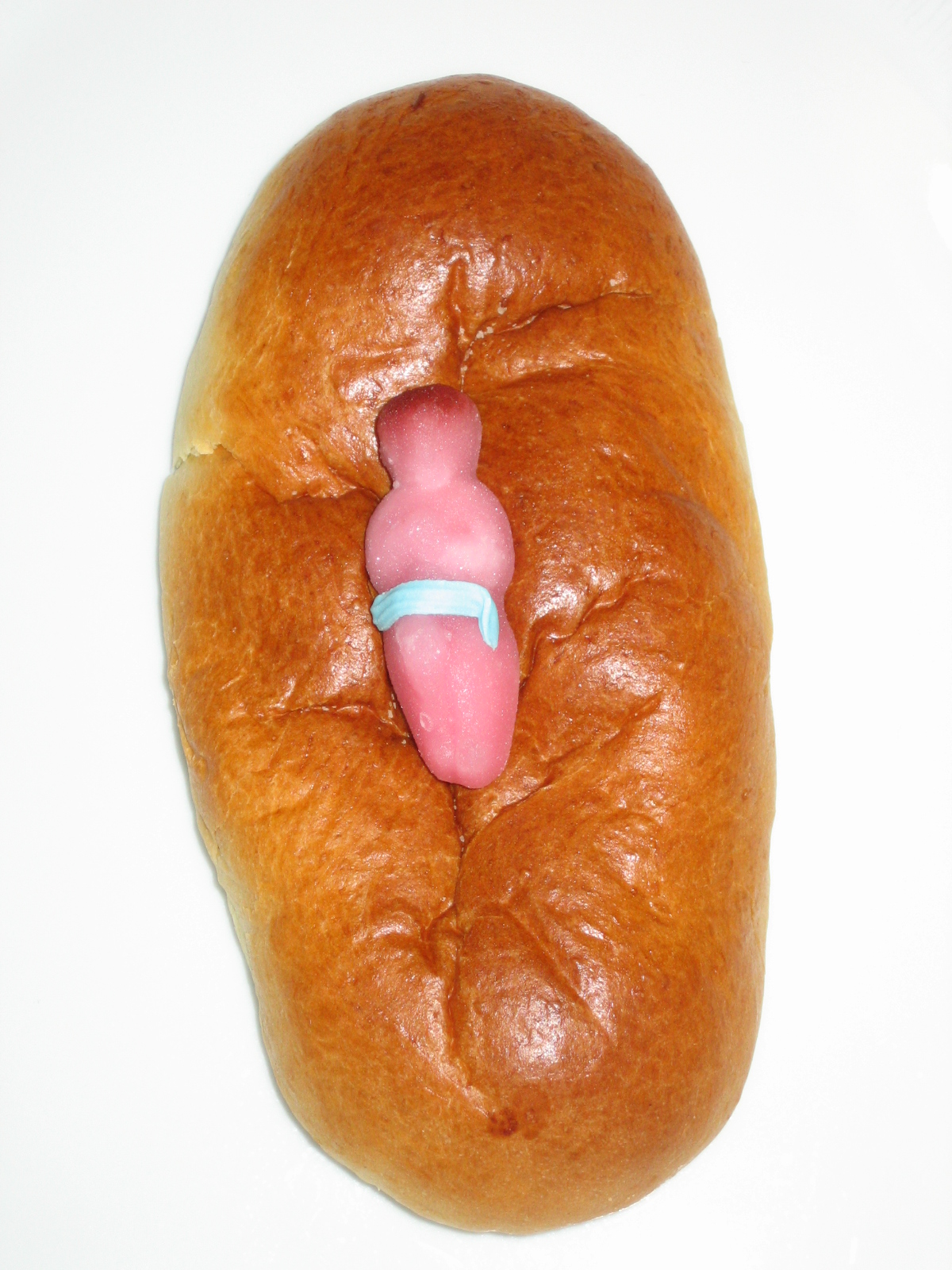
Cougnou

- kouglof – do ciasta dodaje się rodzynki i piecze w formie o kształcie wysokiej, skręconej korony (Alzacja),
- brioche aux fruits confits – z owocami kandyzowanymi (Akwitania),
- brioche de Gannat – z serem (Owernia),
- brioche parisienne albo brioches à tête – złożony z dwóch kulek ciasta, z których ta mniejsza jest wciśnięta w górną część te większej, co po upieczeniu daje efekt „głowy”/czopa, może mieć wielkość bułeczki dla jednej osoby lub być wielkości ciasta dla tuzina osób[6] (Île-de-France),
- gâche de Vendée – w kształcie owalnego chlebka o zbitej ośródce, składnikiem dodatkowym do ciasta jest crème fraîche (Kraj Loary),
- brioche vendéenne – ma kształt warkocza, puszystą ośródkę i może być aromatyzowany np. wanilią (Kraj Loary),
- gâche de Normandie – ma kształt chleba (Normandia),
- pogne (Rodan-Alpy) – okrągły wypiek w kształcie korony, aromatyzowany kwiatami pomarańczy, specjał z Romans-sur-Isère,
- brioche de Saint-Genix (Rodan-Alpy) – okrągły, z czerwonymi pralinami, czyli migdałami w czerwonej otoczce z cukru, rozkruszonymi i w całości, pochodzi z Saint-Genix-sur-Guiers,
- brioche vosgienne – nadziewany orzechami laskowymi, rodzynkami i suszonymi gruszkami (region Wogezów),
- cougnou lub brioche de Noël – bułeczki uformowane na kształt przypominający małego Jezusa w beciku albo bułeczki ozdobione różową figurką Jezusa z cukru lub marcepanu, popularne na terenie północnej Francji oraz w Walonii, tradycyjne spożywane z okazji dnia świętego Mikołaja oraz podczas świąt Bożego Narodzenia[16][17].

## Obecność w kulturze
W filmie Marka Koterskiego „Dzień świra” (2002) główny bohater uczestniczy w dialogu, w którym pojawiają się brioszki (Sylwuniu synuniu w kuchni masz brioszki ci kupiłam czekoladowe na kolację mama ci kupiła z czekoladą / Brioszki! Ci mama kupiła! / Brioszki / Brioszki. Na kolację. Ty chyba masz coś z głową).